# Ludovico Lana
Pour les articles homonymes, voir Lana (homonymie).
Ludovico Lana  ou Lodovico Lana (né v.1597 à Codigoro, dans l'actuelle province de Ferrare, alors dans les États pontificaux et mort en 1646 à Modène, dans l'actuelle région d'Émilie-Romagne, alors dans le duché de Modène et Reggio) est un peintre italien de la période baroque qui fut actif principalement à Modène.

## Biographie

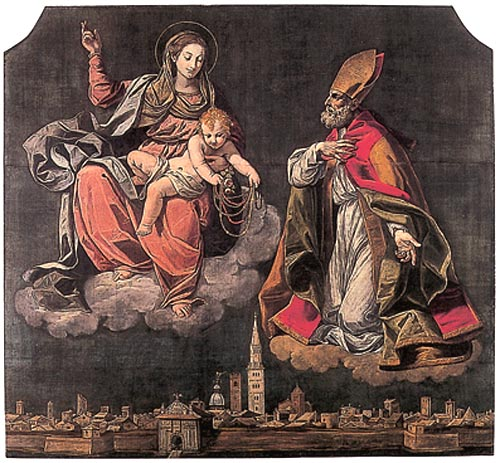
Gonfalon présentant la ville à la Vierge.

Ludovico Lana, né à Codigoro, serait le fils d'un marchand de Ferrare d'une famille originaire de Brescia. Formé d'abord auprès de Scarsellino à Ferrare puis à Bologne, auprès de Reni ou Guercino. 
Ludovico Lana a été directeur de l'Accademia Ducale de Modena.
Il a participé à la décoration du palais ducal de Sassuolo. La peste de 1630 lui fit commander un de ses chefs-d'œuvre : la Madonna della Ghiara où la ville en maquette est offerte sur un plat à la Vierge à l'Enfant, entourée d'anges et de saints ; il réalisa également  un gonfalon sur le même thème à cette occasion pour la commune.

## Œuvres
- Sainte Famille, Portrait du poète Fulvio Testi et  Portrait du luthiste Girolamo Valeriani, Galleria Estense, Modène
- Madonna della Ghiara (La vierge entourée d'anges et de saints, avec la cité offerte sur un plat, dans laquelle on peut reconnaître la tour du Duomo et le palazzo comunale), retable d'après 1630, pour un autel de la Chiesa del Voto.
- Cristo in croce con le tre Marie e san Giovanni Evangelista, pour un autre autel de la même église.
- Herminie et Tancrède,
- Gonfalon de Rivalta di Reggio, Palazzo comunale, Rivalta di Reggio
- Gonfalon de Modène, Palazzo comunale, salle du Conseil, Modène